# 73 Pułk Artylerii Haubic
73 pułk artylerii haubic (73 pah) – oddział artylerii ludowego Wojska Polskiego.

## Forowanie i zmiany organizacyjne
Pułk został sformowany w 1945 roku, w składzie 13 Brygady Artylerii Ciężkiej, według etatu Nr 4/6 pułku artylerii haubic Brygady Artylerii Ciężkiej Rezerwy Naczelnego Dowództwa. Jednostka została utworzona na bazie rozformowanej 2 Brygady Artylerii Haubic.
W styczniu 1946 pułk został przeniesiony z Włocławka do garnizonu Toruń.
W lutym 1946 roku pułk został przeformowany na etat Nr 4/19. Liczba dywizjonów została zmniejszona do dwóch, a haubic do dwudziestu czterech. W marcu 1947 roku pułk został przeformowany na etat Nr 4/29. Liczba baterii została zmniejszona do pięciu, a haubic do dwudziestu. Latem 1950 roku pułk został przeformowany na etat Nr 4/52. Liczba baterii pozostała niezmieniona. Utworzono natomiast szkołę podoficerską, co zwiększyło liczbę haubic do dwudziestu dwóch.
W grudniu 1948 pułk został przeniesiony z Torunia do garnizonu Grudziądz.
Wiosną 1951 roku na bazie pułku została sformowana 17 Brygada Artylerii Haubic, a on sam przeformowany na etat Nr 4/62. W nowej strukturze organizacyjnej występowały trzy dywizjony a. trzy baterie oraz dywizjon szkolny. Liczba haubic w pułku została zwiększona do czterdziestu. W grudniu 1952 roku pułk został przeformowany na etat Nr 4/85 i skadrowany. Liczba haubic została zmniejszona do dwudziestu ośmiu.
Jesienią 1953 roku pułk został rozformowany. Na jego bazie została utworzona 25 Brygada Artylerii Haubic.

## Struktura organizacyjna

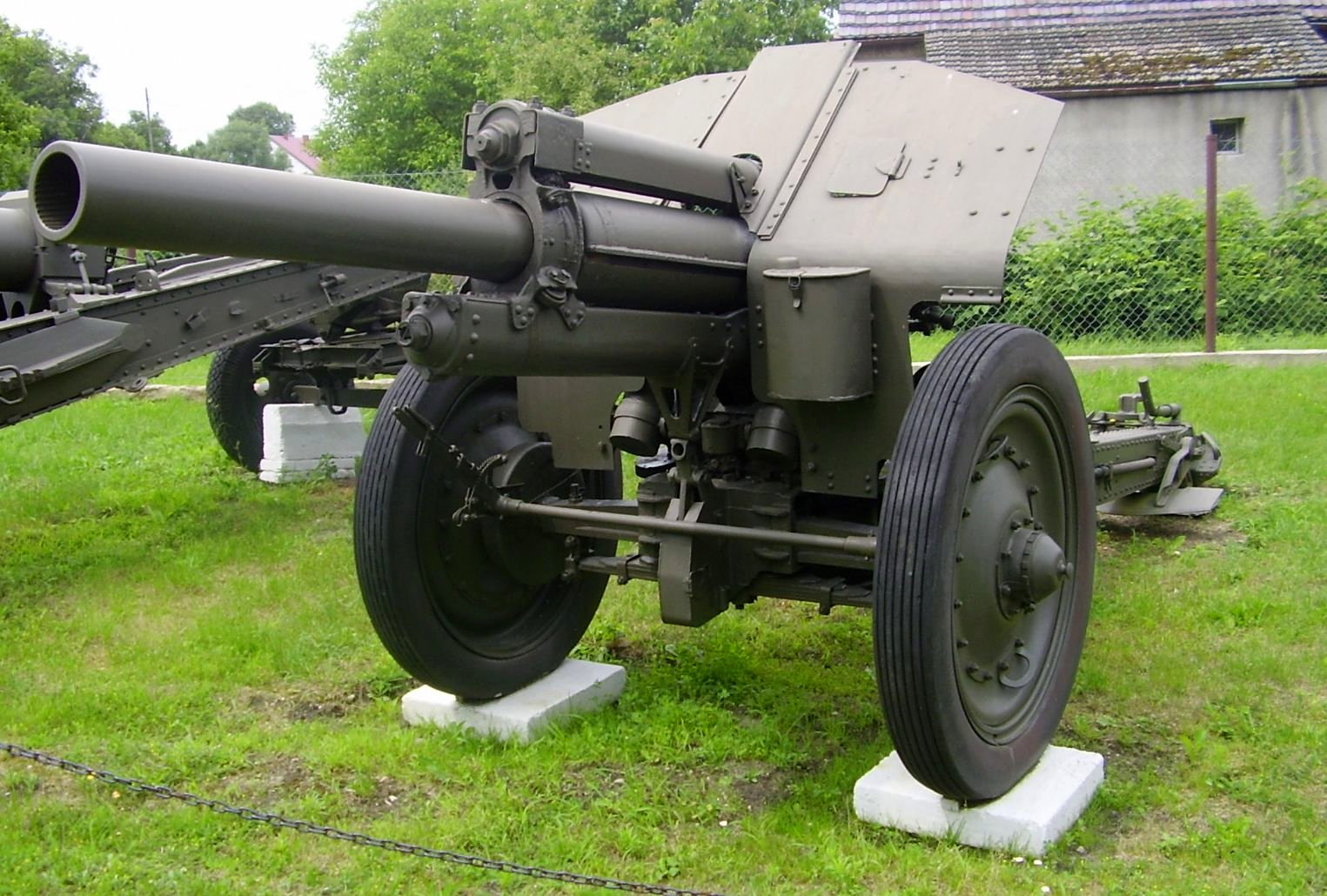
122 mm hb wz. 1938

Etat nr 4/62 pułku artylerii haubic z 12 marca 1951
- Dowództwo 73 pułku artylerii haubic
- trzy dywizjony artylerii haubic a. trzy baterie artylerii
- bateria sztabowa
  - plutony: rozpoznawczy, łączności, topograficzny
- kwatermistrzostwo

Stan etatowy liczył 804 żołnierzy. Na uzbrojeniu znajdowało się trzydzieści sześć 122 mm haubic wz. 1938 (M-30).